# Tapellaria
Tapellaria is een geslacht van korstmossen behorend tot de familie Byssolomataceae. De typesoort is Tapellaria herpetospora.

## Soorten
Volgens Index Fungorum telt het geslacht 25 soorten (peildatum december 2021):
| Soortnaam                  | Auteur(s)                  | Publicatiejaar |
| -------------------------- | -------------------------- | -------------- |
| Tapellaria albomarginata   | Lücking                    | 2011           |
| Tapellaria bilimbioides    | R. Sant.                   | 1952           |
| Tapellaria corticola       | Kalb & Vězda               | 1987           |
| Tapellaria epiphylla       | (Müll. Arg.) R. Sant.      | 1952           |
| Tapellaria floridensis     | Common & Lücking           | 2011           |
| Tapellaria gilva           | Zahlbr.                    | 1911           |
| Tapellaria granulosa       | Lücking & Rivas Plata      | 2011           |
| Tapellaria herpetospora    | Müll. Arg.                 | 1890           |
| Tapellaria intermedia      | Flakus & Lücking           | 2008           |
| Tapellaria isidiata        | Kalb & Aptroot             | 2021           |
| Tapellaria leonorae        | M. Cáceres & Lücking       | 2000           |
| Tapellaria major           | (Lücking) Lücking          | 1999           |
| Tapellaria malmei          | R. Sant.                   | 1952           |
| Tapellaria marcellae       | Lücking                    | 1999           |
| Tapellaria moelleri        | (Henriq. ex Nyl.) R. Sant. | 1952           |
| Tapellaria nana            | (Fée) R. Sant.             | 1952           |
| Tapellaria nigrata         | (Müll. Arg.) R. Sant.      | 1952           |
| Tapellaria palaeotropica   | G. Neuwirth & Stock.-Wörg. | 2017           |
| Tapellaria parvimuriformis | W.C. Wang & J.C. Wei       | 2020           |
| Tapellaria phyllophila     | (Stirt.) R. Sant.          | 1952           |
| Tapellaria puiggarii       | (Müll. Arg.) R. Sant.      | 1952           |
| Tapellaria samoana         | Zahlbr.                    | 1907           |
| Tapellaria saxicola        | Vězda & Poelt              | 1988           |
| Tapellaria schindleri      | Kalb & Vězda               | 1987           |
| Tapellaria similis         | Kalb                       | 1992           |